# Fiji nos Jogos Olímpicos de Verão de 1992
Fiji competiu nos Jogos Olímpicos de Verão de 1992 em Barcelona, Espanha.

## Resultados por Evento

### Atletismo
100 m masculino
- Gabrieli Qoro
  - Eliminatórias — 11.14 (→ não avançou)

5.000 m masculino
- Davendra Singh
  - Eliminatórias — não começou (→ não avançou)

10.000 m masculino
- Bineshwar Prasad
  - Eliminatórias — 31:46.19 (→ não avançou)

110 m com barreiras masculino
- Albert Miller
  - Eliminatórias — 14.88 (→ não avançou)

400 m com barreiras masculino
- Autiko Daunakamakama
  - Eliminatórias — 53.90 (→ não avançou)

Salto em distância masculino
- Gabrieli Qoro
  - Classificatória — 7,22 m (→ não avançou)

### Vela
Men's Sailboard (Lechner A-390)
- Tony Philp
  - Classificação final — 150.0 pontos (→ 10º lugar)

### Natação
50 m livre masculino
- Carl Probert
  - Eliminatórias – 26.31 (→ não avançou, 65º lugar)

- Foy Gordon Chung
  - Eliminatórias – 28.75 (→ não avançou, 70º lugar)

100 m livre masculino
- Carl Probert
  - Eliminatórias – 57.25 (→ não avançou, 71º lugar)

- Foy Gordon Chung
  - Eliminatórias – 1:03.96 (→ não avançou, 73º lugar)

200 m livre masculino
- Carl Probert
  - Eliminatórias – 2:04.52 (→ não avançou, 50º lugar)

100 m costas masculino
- Carl Probert
  - Eliminatórias – 1:04.92 (→ não avançou, 50º lugar)

200 m costas masculino
- Carl Probert
  - Eliminatórias – 2:22.54 (→ não avançou, 42º lugar)

100 m peito masculino
- Foy Gordon Chung
  - Eliminatórias – 1:13.51 (→ não avançou, 54º lugar)

200 m peito masculino
- Foy Gordon Chung
  - Eliminatórias – 2:41.10 (→ não avançou, 50º lugar)

100 m borboleta masculino
- Carl Probert
  - Eliminatórias – 1:04.10 (→ não avançou, 68º lugar)

200 m medley masculino
- Carl Probert
  - Eliminatórias – 2:22.09 (→ não avançou,48º lugar)

50 m livre feminino
- Sharon Pickering
  - Eliminatórias – 28.90 (→ não avançou, 47º lugar)

100 m livre feminino
- Sharon Pickering
  - Eliminatórias – 1:01.42 (→ não avançou, 45º lugar)

200 m livre feminino
- Sharon Pickering
  - Eliminatórias – 2:12.43 (→ não avançou, 34º lugar)

100 m borboleta feminino
- Sharon Pickering
  - Eliminatórias – 1:06.35 (→ não avançou, 45º lugar)

200 m medley feminino
- Sharon Pickering
  - Eliminatórias – 2:30.11 (→ não avançou, 40º lugar)

## Ligações Externas
- «Official Olympic Reports»